# Пуан Махарани
Пуа́н Махарани Накшатра Кушала Деви (индон. Puan Maharani Nakshatra Kusyala Devi), более известная как Пуа́н Махарани (индон. Puan Maharani); род. 6 сентября 1973 года) — индонезийский политик, член Демократической партии борьбы Индонезии (ДПИ-Б). Младший ребёнок и единственная дочь лидера ДПИ-Б, президента Индонезии в 2001—2004 годах Мегавати Сукарнопутри и спикера Народного консультативного конгресса в 2009—2013 годах Тофика Киемаса. Внучка первого президента Индонезии Сукарно. С 1 октября 2019 года является председателем Совета народных представителей Индонезии (СНП).
В прошлом занимала пост министра-координатора по вопросам человеческого развития и культуры в Рабочем кабинете президента Джоко Видодо (2014—2019), была депутатом СНП (2009—2014) и главой фракции ДПИ-Б в СНП (2012—2014).

## Биография
Пуан Махарани родилась 6 сентября 1973 года в семье Мегавати Сукарнопутри и её третьего мужа Тофика Киемаса. Тофик Киемас, в то время студенческий активист и убеждённый противник режима Сухарто, в первые годы жизни дочери отбывал тюремный срок по обвинению в антиправительственной деятельности, поэтому с семьёй виделся редко.
В 1991 году, после окончания школы-двенадцатилетки в Чикини, одном из районов Центральной Джакарты, поступила в Университет Индонезия, где изучала массовые коммуникации. Окончила университет в 1997 году.
В 1998 году, после свержения Сухарто, занялась политикой. Её приходу в политику во многом способствовала мать, к тому времени ставшая одним из наиболее влиятельных игроков на индонезийской политической сцене. Пуан вступила в Демократическую партию борьбы Индонезии, созданную Мегавати в 1998 году. В течение трёхлетнего президентства Мегавати (2001—2004) часто сопровождала мать во время официальных визитов, а также сама провела ряд общественных мероприятий.
В середине 2000-х годов Пуан стала главой женского крыла ДПИ-Б. В 2008 году Мегавати официально объявила о том, что Пуан станет её преемницей на посту лидера партии.
На парламентских выборах 2009 года Пуан баллотировалась в избирательном округе Центральная Ява 5, охватывавшем город Суракарта, а также округа Сукохарджо, Клатен и Бойолали). По итогам выборов она одержала победу, набрав 242 504 голоса — второй по числу голосов показатель среди избранных кандидатов. Была членом VI комиссии Совета народных представителей (по инвестициям, малым и средним предприятиям. С 2012 года была лидером парламентской фракции ДПИ-Б, сменив на этом посту Чахьо Кумоло. В 2013 году выступила против политики повышения цен на топливо.
Перед президентскими выборами 2014 года Пуан некоторое время рассматривалась сначала как возможный кандидат в президенты от ДПИ-Б (в итоге был выдвинут Джоко Видодо, широко известный как Джокови), а затем — как кандидат в вице-президенты при Джокови (в итоге был выдвинут Юсуф Калла, член партии Голкар). На прошедших в том же году парламентских выборах в законодательные органы была переизбрана депутатом СНП, набрав 326 927 голосов и вновь заняв второе место среди избранных депутатов по числу полученных голосов.

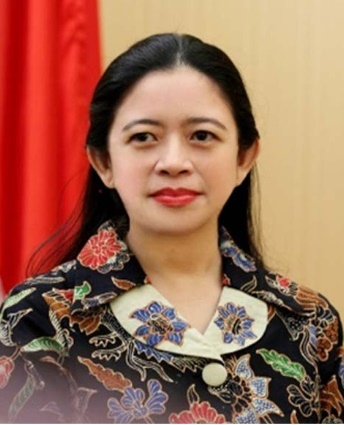
Пуан в 2015 году

После того, как Джокови одержал победу на выборах, Пуан была назначена министром-координатором по вопросам человеческого развития и культуры в его Рабочем кабинете. Была одной из восьми женщин, ставших министрами нового кабинета, а также единственной в кабинете женщиной — министром-координатором.Журнал Tempo критически отнёсся к этому назначению, связывая его в первую очередь с политическим влиянием Мегавати и отмечая, что самой Пуан пока недостаёт политического опыта для того, чтобы быть министром. После назначения в кабинет место Пуан в парламенте долго оставалось вакантным: её преемница, депутат Алфия Резиани (индон. Alfia Reziani), была приведена к присяге только к 2016 году.
24 августа 2016 года стала инициатором создания сайта www.revolusimental.go.id, созданного в поддержку возглавляемого Джоко Видодо Национального движения за ментальную революцию. На разработку сайта министерство Пуан получило бюджетные средства в размере 149 млрд. рупий, однако сайт рухнул через два дня после запуска. Подобное использование бюджетных денег вызвало критику со стороны журнала Tempo. По утверждению представителя министерства сайт был взломан, а сумма, выделенная на его разработку, составила лишь 200 миллионов рупий. Высказалась в защиту сайта и сама Пуан, заявив, что «действительно хочет, чтобы все приняли участие в этой программе, присоединившись к мероприятиям, а также высказав своё мнение или критику».
В 2017 году заявила, что добилась значительных успехов во время своего пребывания в должности, указав на то, что за прошедшие три года в Индонезии вырост Индекс человеческого развития, снизился уровень бедности, а также улучшились показатели по коэффициенту Джини (уменьшилось неравенство в доходах между богатыми и бедными).
22 марта 2018 года бывший председатель СНП Сетья Нованто, находившийся под следствием по делу о коррупции, дал показания о том, что Пуан, будучи главой фракции ДПИ-Б в СНП, получила взятку в размере 500 000 долларов от бизнесмена Маде Ока Масагунга, главы компании, занимавшейся производством электронных ID-карт. Пуан признала, что знала Маде Ока Масагунга, но не признала, что обсуждала с ним ID-карты. Сам бизнесмен, получивший 10 лет тюрьмы за дачу взятки депутатам, также отрицал, что встречался с Пуан. Неправительственная организация Indonesia Corruption Watch призвала Комиссию по искоренению коррупции (КИК) проверить правдивость обвинения против Пуан, в итоге председатель КИК Агус Рахарджо заявил, что пока что нет никаких доказательств вины Пуан, и она будет допрошена только в случае, если её вина будет доказана.
На президентских и парламентских выборах 2019 года ДПИ-Б одержала внушительную победу — Джокови был переизбран президентом, а в СНП партия получила 128 мест, на 19 больше, чем в 2014 году. Пуан на этих выборах баллотировалась в своём старом избирательном округе Центральная Ява V. На выборах она одержала уверенную победу, получив 404 034 голоса и заняв первое место среди всех избранных депутатов по числу голосов избирателей. 1 октября 2019 года Пуан была избрана председателем СНП, став первой женщиной в этой должности.

## Семья

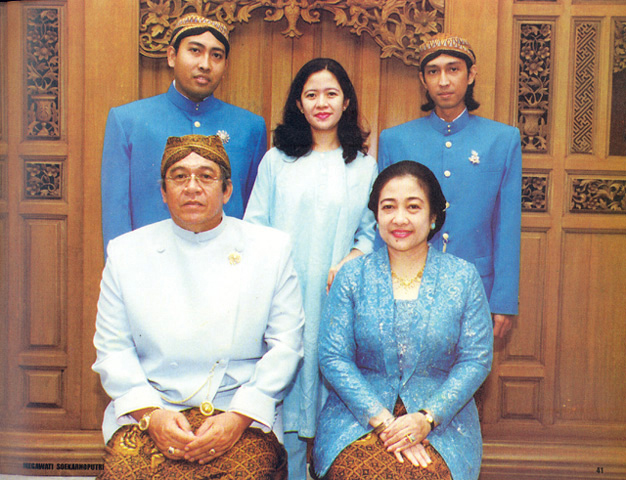
Мегавати Сукарнопутри и Тофик Киемас с детьми. Пуан — в центре

Пуан замужем за предпринимателем Хапсоро «Хэппи» Сукмонохади (индон. Hapsoro 'Happy' Sukmonohadi), в их семье двое детей, Диа П. О. П. Хапсари (индон. Diah P.O.P Hapsari) и Праба Д. Ч. К. Сома (индон. Praba D.C.K Soma). Имеет двух братьев от первого брака матери со старшим лейтенантом ВВС Индонезии Суриндро Сурьярсо — Мохаммада Ризки Пратама (индон. Mohammad Rizki Pratama) и Мохаммада Прананду Прабово.